# Albericus swanhildae
Albericus swanhildae és una espècie de granota que viu a Papua Nova Guinea.